# مت گدزبی
مت گدزبی (انگلیسی: Matt Gadsby; ۶ سپتامبر ۱۹۷۹ – ۹ سپتامبر ۲۰۰۶) بازیکن فوتبال اهل بریتانیا بود.
از باشگاه‌هایی که در آن بازی کرده‌است می‌توان به باشگاه فوتبال منزفیلد تاون، باشگاه فوتبال فارست گرین راورز، باشگاه فوتبال کیدرمینستر هاریرس، و باشگاه فوتبال والسال اشاره کرد.